# فهرست فیلم‌های دارای امتیاز ۰٪ در راتن تومیتوز
در وبگاه راتن تومیتوز که نقدهای فیلم‌ها را گردآوری می‌کند؛ فیلم‌هایی که همه منتقدان بررسی شده، آن را بد ارزیابی کرده‌اند، امتیاز ۰٪ را دریافت می‌کنند.

## فهرست
| فیلم                            | سال  | تعداد نقدها | منابع  |
| ------------------------------- | ---- | ----------- | ------ |
| زنده ماندن                      | ۱۹۸۳ | ۲۸          | [ ۴ ]  |
| Bolero                          | ۱۹۸۴ | ۲۳          | [ ۵ ]  |
| آرواره‌ها: انتقام                | ۱۹۸۷ | ۴۱          | [ ۶ ]  |
| دانشکده پلیس ۴                  | ۱۹۸۷ | ۱۹          | [ ۷ ]  |
| کودک دردسرساز                   | ۱۹۹۰ | ۳۰          | [ ۸ ]  |
| کوه‌نشین ۲: سریع                 | ۱۹۹۱ | ۲۵          | [ ۹ ]  |
| بازگشت به مرداب آبی             | ۱۹۹۱ | ۳۲          | [ ۱۰ ] |
| مردمان!                         | ۱۹۹۲ | ۲۰          | [ ۱۱ ] |
| ببین حالا کی حرف می‌زنه          | ۱۹۹۳ | ۲۵          | [ ۱۲ ] |
| Wagons East                     | ۱۹۹۴ | ۳۰          | [ ۱۳ ] |
| سایمون سز                       | ۱۹۹۹ | ۲۰          | [ ۱۴ ] |
| 3 Strikes                       | ۲۰۰۰ | ۲۹          | [ ۱۵ ] |
| بالستیک                         | ۲۰۰۲ | ۱۱۸         | [ ۱۶ ] |
| حادثه ترن                       | ۲۰۰۲ | ۵           | [ ۱۷ ] |
| Killing Me Softly               | ۲۰۰۲ | ۲۳          | [ ۱۸ ] |
| Merci Docteur Rey               | ۲۰۰۲ | ۲۲          | [ ۱۹ ] |
| پینوکیو                         | ۲۰۰۲ | ۵۵          | [ ۲۰ ] |
| National Lampoon's Gold Diggers | ۲۰۰۳ | ۴۴          | [ ۲۱ ] |
| Superbabies: Baby Geniuses 2    | ۲۰۰۴ | ۴۶          | [ ۲۲ ] |
| صورت فلکی                       | ۲۰۰۵ | ۲۰          | [ ۲۳ ] |
| Redline                         | ۲۰۰۷ | ۲۸          | [ ۲۴ ] |
| Scar                            | ۲۰۰۷ | ۱۸          | [ ۲۵ ] |
| One Missed Call                 | ۲۰۰۸ | ۸۱          | [ ۲۶ ] |
| Homecoming                      | ۲۰۰۹ | ۲۴          | [ ۲۷ ] |
| دزدیده‌شده                       | ۲۰۰۹ | ۲۰          | [ ۲۸ ] |
| ماجرای خوابگاه ۳                | ۲۰۰۹ | ۲۱          | [ ۲۹ ] |
| فندق‌شکن به‌صورت سه‌بعدی           | ۲۰۱۰ | ۳۲          | [ ۳۰ ] |
| Beneath the Darkness            | ۲۰۱۱ | ۲۳          | [ ۳۱ ] |
| Dark Tide                       | ۲۰۱۲ | ۲۰          | [ ۳۲ ] |
| هزار کلمه                       | ۲۰۱۲ | ۵۹          | [ ۳۳ ] |
| جا مانده                        | ۲۰۱۴ | ۷۰          | [ ۳۴ ] |
| ۶ کله‌پوک                        | ۲۰۱۵ | ۳۷          | [ ۳۵ ] |
| کلبه تب‌دار                      | ۲۰۱۶ | ۲۹          | [ ۳۶ ] |
| جنایت‌های تاریک                  | ۲۰۱۶ | ۳۷          | [ ۳۷ ] |
| اتاق ناامیدی‌ها                  | ۲۰۱۶ | ۲۷          | [ ۳۸ ] |
| مکس استیل                       | ۲۰۱۶ | ۲۲          | [ ۳۹ ] |
| محموله گرانبها                  | ۲۰۱۶ | ۲۲          | [ ۴۰ ] |
| استراتون                        | ۲۰۱۷ | ۳۶          | [ ۴۱ ] |
| گوتی                            | ۲۰۱۸ | ۵۹          | [ ۴۲ ] |
| کشتزارهای لندن                  | ۲۰۱۸ | ۳۵          | [ ۴۳ ] |
| سگ ملکه                         | ۲۰۱۹ | ۲۰          | [ ۴۴ ] |
| John Henry                      | ۲۰۲۰ | ۲۱          | [ ۴۵ ] |
| آخرین روزهای جنایت در آمریکا    | ۲۰۲۰ | ۴۳          | [ ۴۶ ] |
| کشتار سهمگین                    | ۲۰۲۰ | ۲۱          | [ ۴۷ ] |